# La Grande Odyssée
 (septembre 2015).
Si vous disposez d'ouvrages ou d'articles de référence ou si vous connaissez des sites web de qualité traitant du thème abordé ici, merci de compléter l'article en donnant les références utiles à sa vérifiabilité et en les liant à la section « Notes et références ».
La Grande Odyssée VVF (LGO) est une course internationale longue distance de chien de traîneaux dont la première édition a lieu en janvier 2005.
Elle réunit chaque année environ 65 mushers et leurs 600 chiens, et environ 80 000 spectateurs.

## Histoire
À la suite de leur participation à la Yukon Quest, Nicolas Vanier, musher, et Henry Kam, bénévole pour la Yukon Quest, décident d'organiser une course en Europe, en l'adaptant au massif Alpin et non en copiant les grandes courses nord-américaines comme ce fut le cas de l'Alpirod[réf. nécessaire].
La première édition part d'Avoriaz le 7 janvier 2005. La seconde édition se tient le 8 janvier 2006. Cette deuxième édition rassemble 70 000 spectateurs[réf. nécessaire]. En octobre 2006, la course prend le nom de La Grande Odyssée Savoie Mont Blanc. En septembre 2022, à l'occasion de la 19ème édition, la course change de partenaire titre est devient La Grande Odyssée VVF.

## Présentation
La course comporte 11 étapes avec plus de 350 km effort dont 12 000 m de dénivelé positif cumulé[réf. souhaitée]. Elle regroupe jusqu'à 100 000 spectateurs[réf. nécessaire].

## Palmarès

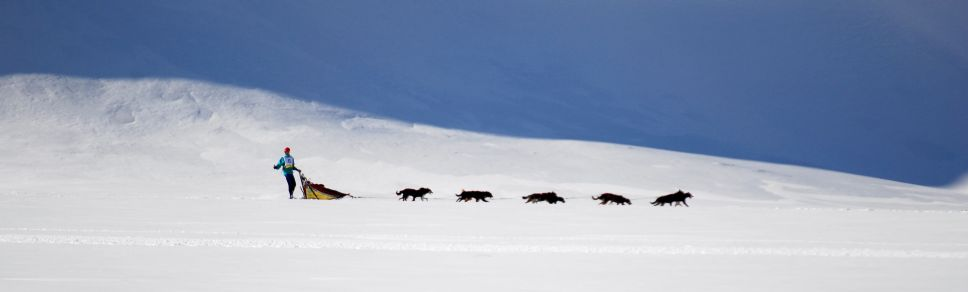
Musher sur le plateau du Mont-Cenis.

| Éd.  | Dates                | Vainqueur                                    | Temps                                        |
| ---- | -------------------- | -------------------------------------------- | -------------------------------------------- |
| 01re | janvier 2005         | Jessie Royer                                 | 35 h 59 min 14 s                             |
| 02e  | janvier 2006         | Jacques Philip                               | 40 h 55 min 59 s                             |
| 03e  | janvier 2007         | Raccourcie en raison des conditions de neige | Raccourcie en raison des conditions de neige |
| 04e  | janvier 2008         | Petter Karlsson                              | 36 h 03 min 51 s                             |
| 05e  | janvier 2009         | Radek Havrda                                 | 40 h 12 min 17 s                             |
| 06e  | janvier 2010         | Emil Inauen                                  | 40 h 17 min 48 s                             |
| 07e  | 08 — 19 janvier 2011 | Miloš Gonda                                  | 27 h 49 min 32 s                             |
| 08e  | janvier 2012         | Radek Havrda                                 | 39 h 24 min 12 s                             |
| 09e  | janvier 2013         | Jiri Vondrak                                 | 42 h 22 min 39 s                             |
| 10e  | 11 — 22 janvier 2014 | Jean Philippe Pontier                        | 40 h 32 min 01 s                             |
| 11e  | 10 — 21 janvier 2015 | Radek Havrda                                 |                                              |
| 12e  | 10 — 20 janvier 2016 | Rémy Coste                                   | 0                                            |
| 13e  | 07 — 18 janvier 2017 | Jiri Vondrak                                 | 20 h 34 min 10 s                             |
| 14e  | 13 — 24 janvier 2018 | Rémy Coste                                   | 28 h 58 min 19 s                             |
| 15e  | 11 — 22 janvier 2019 | Rémy Coste                                   | 16 h 42 min 01 s                             |
| 16e  | 11 — 22 janvier 2020 | Rémy Coste                                   |                                              |
| 17e  | 09 — 20 janvier 2021 | Rémy Coste                                   | 0                                            |
| 18e  | 08 — 19 janvier 2022 | Rémy Coste                                   | 0                                            |
| 19e  | 07 — 19 janvier 2023 | Rémy Coste                                   | 0                                            |
| 20e  | 13 — 25 janvier 2024 | Hans Lindahl                                 |                                              |
| 21e  | 11 - 23 janvier 2025 | Iker Ozkoidi Garcia                          | 13 h 46 min 22 s                             |